# Acritonia comeella
Acritonia comeella är en fjärilsart som beskrevs av Hans Georg Amsel 1954. Acritonia comeella ingår i släktet Acritonia och familjen mott. Inga underarter finns listade i Catalogue of Life.